# Liste der ägyptischen Botschafter in Russland

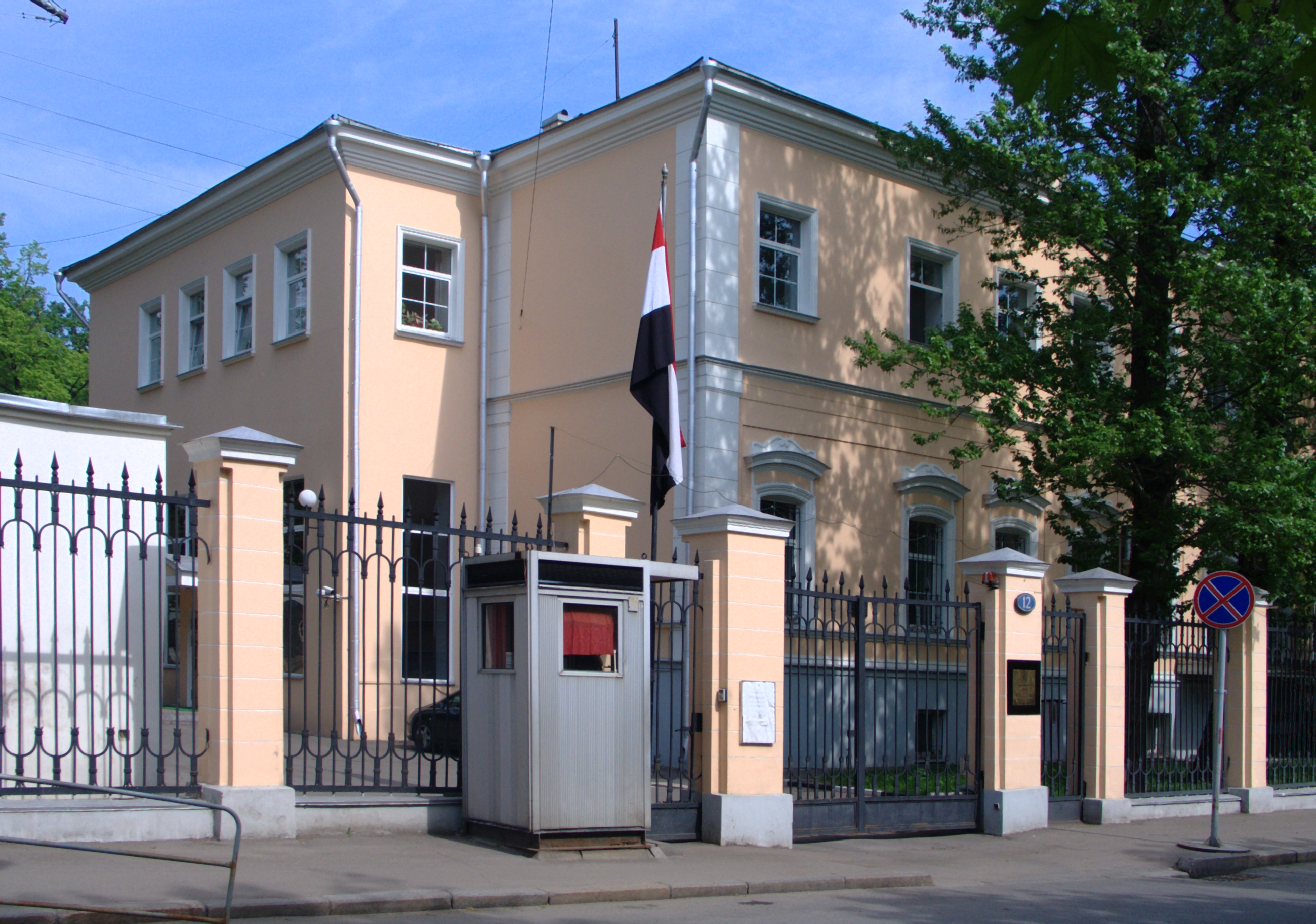
Die ägyptische Botschaft befindet sich am Кропоткинский переулок 12 in Moskau.

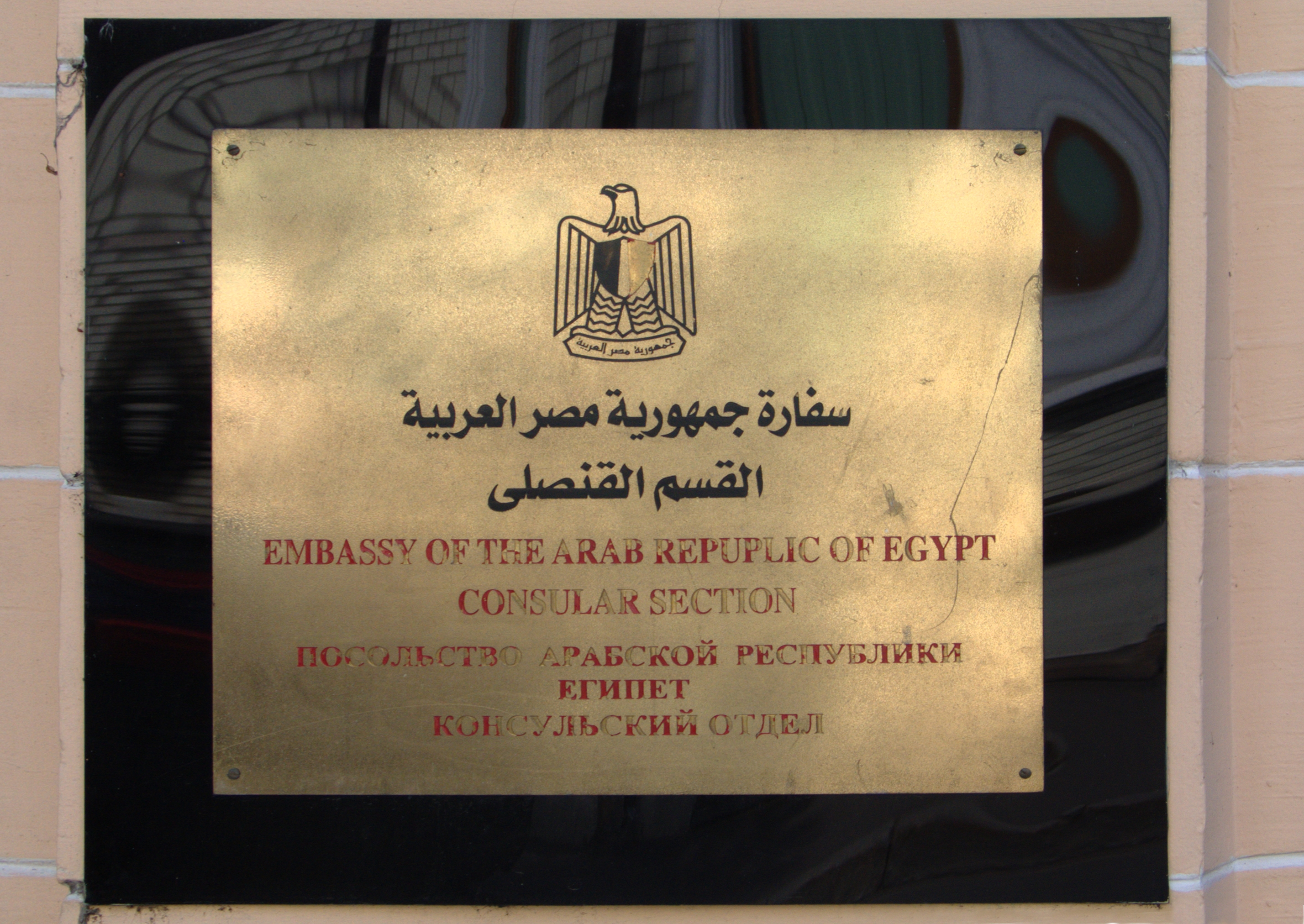
Früher war sie in der Ulitsa Gertsena 56 in Moskau.

Dies ist eine Liste der ägyptischen Botschafter in Russland. Der Botschafter in Moskau ist regelmäßig auch bei der Regierung in Minsk akkreditiert.

## Botschafter
| Ernannt       | Name                                    | russisch                                | Bemerkungen | ernannt von                    | akkreditiert bei                  | Posten verlassen |
| ------------- | --------------------------------------- | --------------------------------------- | --- | ------------------------------ | --------------------------------- | ---------------- |
| 17. Juni 1944 | Mohammed Kamel el-Bindary               | Мохаммед Камель Эль Биндари паша        | 1938: Hygiene-Minister | Faruq                          | Josef Stalin                      | 1948             |
| 1952          | Aziz Ali al-Misri                       | Азиз-Али Мысри паша                     | | Fu'ād II.                      | Josef Stalin                      | 1953             |
| 1957          | Muhammad Awad al-Kuni                   | Мохаммед Авад аль-Куни                  | Vereinigte Arabische Republik                                                                                                   | Gamal Abdel Nasser             | Nikolai Alexandrowitsch Bulganin  | 1961             |
| 12. Juli 1961 | Murad Ghalib                            | Мурадом Галебом                         | | Gamal Abdel Nasser             | Leonid Iljitsch Breschnew         | 1971             |
| 27. Sep. 1972 | Yahya Abdel Kader                       | Яхья Абдель Кадер                       | 6. Okt. 1973: Jom-Kippur-Krieg                                                                                                  | Anwar as-Sadat                 | Leonid Iljitsch Breschnew         |                  |
| 1974          | Muhammad Hafez Ismail                   | Мухаммеда Хафеза Исмаила                | احمد إسماعيل على | Anwar as-Sadat                 | Leonid Iljitsch Breschnew         | 1. Apr. 1976     |
| Apr. 1976     | Mohamed Abu Zeid Hamdy                  | Мухаммед Хамди Абу Зейд                 | | Anwar as-Sadat                 | Leonid Iljitsch Breschnew         | Dez. 1977        |
| 18. Nov. 1979 | Mohammed Samih Anwar                    |                                         | bis 1979 Gesandter in London, 1978–1979: Lieferte Ägypten keine langfasrige Baumwolle an die Sowjetunion und die Chechoslowakei | Anwar as-Sadat                 | Leonid Iljitsch Breschnew         | 1980             |
| Apr. 1984     | Salah Bassiouni                         | Салахом эд-Дин Басьюни                  | (* 1931; † 2002) | Muhammad Husni Mubarak         | Andrei Andrejewitsch Gromyko      | 1988             |
| 1988          | Ahme d                                  | Махером Эль Сеидом                      | | Muhammad Husni Mubarak         | Michail Sergejewitsch Gorbatschow | 9. Juli 1992     |
| 2000          | Reda Ahmed Shehata                      | Реду Ахмеда Шехату                      | 2003 in den Ruhestand versetzt.                                                                                                 | Muhammad Husni Mubarak         | Wladimir Wladimirowitsch Putin    | 2003             |
| 13. Apr. 2006 | Ezzat Saad                              | Эззат Саад Эль-Сайед Эль Бураэй         | | Muhammad Husni Mubarak         | Wladimir Wladimirowitsch Putin    |                  |
| 3. Juni 2010  | Mohamed Alaa Eldin Ali Shawky El Hadidi | Мохамед Алла Эльдин Али Шавки Эльхадиди | | Dmitri Anatoljewitsch Medwedew | Wladimir Wladimirowitsch Putin    |                  |
| 24. Jan. 2013 | Mahmud Gamil Ahmed Eldib                | Махмуд Ахмед ЭЛЬДИБ                     | ernannt: 19. Oktober 2012 | Hescham Kandil                 |                                   |                  |